# Chettia
 (juillet 2013).
Si vous disposez d'ouvrages ou d'articles de référence ou si vous connaissez des sites web de qualité traitant du thème abordé ici, merci de compléter l'article en donnant les références utiles à sa vérifiabilité et en les liant à la section « Notes et références ».
Chettia, anciennement Ladjeraf, est une commune de la wilaya de Chlef en Algérie. Située à 9,5 km au nord-ouest de Chlef.

## Géographie
La ville est située à 10 km au nord de Chlef sur la RN19 par une voie en dédoublement.

## Climat
Le climat de la région est sec, très chaud en été et froid en hiver.

## Histoire

### Époque coloniale française
Institué comme Douar Ladjeraf qui dépendait en 1881 de la commune mixte de Malakoff (actuelle Oued Sly), elle est transformée en commune de plein exercice par un arrêté de 1957 avec pour chef-lieu : Chettia.

### Époque de l'Algérie indépendante
La commune est rattachée à celle d’El Asnam (ex-Orléansville) après l'indépendance jusqu’en 1984.
Un village agricole mitoyen à l’ancien est inauguré en novembre 1977 par le président algérien de l'époque, Houari Boumédiène, et est baptisé Chettia Bouaâchra.
En 1985, Chettia est créée au lendemain du séisme d’octobre 1980, qui avait détruit la ville de Chlef et ses environs. Au début, ses habitations étaient constituées essentiellement de chalets en préfabriqué. Néanmoins, le village proprement dit, existait auparavant.
À partir de 2010, Chettia avait pris de l'expansion urbaine avec la création de la nouvelle ville, pour résorber la crise du logement qui sévissait dans la région.
La commune de Chettia a été créée lors du découpage administratif de 1984. Elle s'étend sur une superficie globale de 42 km2, elle est située au nord-ouest de la wilaya de Chlef à une distance de sept kilomètres. Elle est délimitée par trois communes limitrophes : au nord-ouest, la commune de Ouled Fares, à l'est par la commune de Chlef et au sud par la commune de Oued Sly.

## Économie
Bien que la commune est la plus peuplée de la wilaya de Chlef, Chettia souffre d'un manque de ressources, qui se résument aux seules potentialités agricoles très limitées qui consistent aux activités suivantes : élevages bovins, ovins, caprins, aviculture, apiculture,.

## Réseau routier
Le réseau routier qui traverse la commune se résume à 10 km de route nationale, 7 km de chemins de wilaya et 16 km de chemins communaux.

## Santé
La commune de Chettia compte un hôpital public, deux polycliniques et trois salles ce soins. Pour ce qui est du secteur privé, on compte 20 cabinets médicaux et 48 officines pharmaceutiques.

## Éducation et formation
La commune compte 28 écoles primaires , dix collèges et cinq lycées ; deux maisons de jeunes et trois bibliothèques communales et une maison d'artisanat traditionnel.

## Sport
La commune compte un stade communal de proximité et un complexe sportif.

## Démographie
Sa population s'est accrue après le séisme de 1980 et durant les années 1990, ce qui en fait une des communes des plus peuplées de la wilaya - plus de 80 000 habitants - et en fait un pôle social et économique.
Selon le recensement général de la population et de l'habitat (RGPH2008), sa population était de 70871 habitants. Répartie sur trois territoires : Chettia nouvelle et ancienne, Ardh El Baidha et H'bair. Le nombre d’habitants de la commune de Chettia en 2012 a atteint 71408 habitants, selon le décret exécutif N° 12-342.